# Marija Karan
Marija Karan (serb. cyr. Марија Каран) (ur. 29 kwietnia 1982 w Belgradzie) – serbska aktorka filmowa i telewizyjna.

## Biografia
Urodziła się w Belgradzie. Jej debiutem filmowym był występ w filmie Kiedy dorosnę zostanę kangurem (Kad porastem biću Kengur) z 2004. W tym samym roku wystąpiła w filmie Jesen stiže, dunjo moja. W 2007 wystąpiła z Nikolą Kojo i Bogdanem Dikliciem w serbskim thrillerze Czwarty człowiek (Četvrti čovek) w reżyserii Dejana Zečevicia oraz w brytyjskim filmie Taximan w reżyserii Henrika Norrthona, wspólnie z Branko Tomoviciem. Brała również udział w serialu produkcji Telewizji FOX Odd Mom Out. W grudniu 2011 pojawiła się na okładce serbskiego wydania magazynu Cosmopolitan, w tym samym roku zagrała również w filmie Rytuał z Anthonym Hopkinsem.

## Filmografia
| Rok  | Tytuł                          | Rola            |
| ---- | ------------------------------ | --------------- |
| 2017 | Wet paint                      |                 |
| 2016 | 6Days66Years                   | Catarina        |
| 2016 | Tesla                          | Braka           |
| 2015 | Booger Red                     | Marija          |
| 2011 | Krzyżowy ogień                 | October         |
| 2011 | Rytuał                         | Sandra          |
| 2010 | Sevdah za Karima               | Ivana           |
| 2009 | Technotise: Edit & I           | Broni (głos)    |
| 2008 | Taximan                        | Dana            |
| 2007 | Czwarty człowiek               | Teodora         |
| 2007 | Kradljivac uspomena            |                 |
| 2006 | Siedem i pół                   | Koviljka        |
| 2006 | Through Skin and Bone          | kobieta         |
| 2006 | Ohcet                          | panna młoda     |
| 2004 | Jesen stiže, dunjo moja        | Marija          |
| 2004 | Ulični hodač                   | Jana            |
| 2004 | Kiedy dorosnę zostanę kangurem | Iris            |
| 2004 | Slobodan pad                   | była dziewczyna |
| 2003 | Gotovo mitski                  | Mina            |
| 2002 | Noć uz video                   | sekretarka      |

| Rok       | Tytuł                        | Rola                            |
| --------- | ---------------------------- | ------------------------------- |
| 2024      | Izazov                       | Ana                             |
| 2021-2022 | Dinastija                    | Aleksandra Kadic-Konstantinovic |
| 2018      | Pet                          | Aleksandra "Aleks" Todorović    |
| 2017      | Odd Mom Out                  | Sommelier                       |
| 2012-2013 | Larin izbor                  | Anastazija                      |
| 2012      | Budva na pjeni od mora       |                                 |
| 2011      | Nepobedivo srce              | Slavka                          |
| 2011      | Kamuflaż                     | Nadia Levandi                   |
| 2010      | Mroczna relikwia             | Safa                            |
| 2009      | Jesen stiže, dunjo moja      | Marija Stanimirović             |
| 2008      | Na sygnale                   | Mina Rabinovich                 |
| 2007      | Ne skreći sa staze           | dziewczyna w klipie wideo       |
| 2005      | Ljubav, navika, panika       | Maja Milićević                  |
| 2004      | Đačka istorija srpskog filma | ona sama                        |
| 2003      | Mile vs Tranzicija           | dziewczyna w telewizji          |